# Gästbo
Gästbo är en by i Östervåla socken, Heby kommun.
Gästbo omtalas i dokument första gången 1541 ("Gestaboda"). Under 1500-talet anges Gästbo som ett mantal om 8 öresland med skatteutjord i Buckarby och Åby. 1541 anges Gästbo även ha en utjord i Jugansbo, 1541–1545 en i Långgärdet, från 1549 en skatteäng i Sillemyra. Förleden är troligen det fornsvenska mansnamnet Gæste.
Gästbo hade sina fäbodvallar vid Gästbovallen på sockenallmänningen.
Bland övrig bebyggelse på ägorna märks det försvunna torpet Kråklund, uppfört 1896 på ett område som tidigare tillhört Buckarby men vid laga skifte tillför Gästbo utjord i byn. Renboholm uppfördes 1896 men avstyckades 1908 från Gästbo som en egen jordeboksenhet. Villan fick sitt namn efter ägaren Olof Rehnqvist, som drev tegelbruk här.